# Liste de films tournés aux studios de la Victorine
 (septembre 2023).

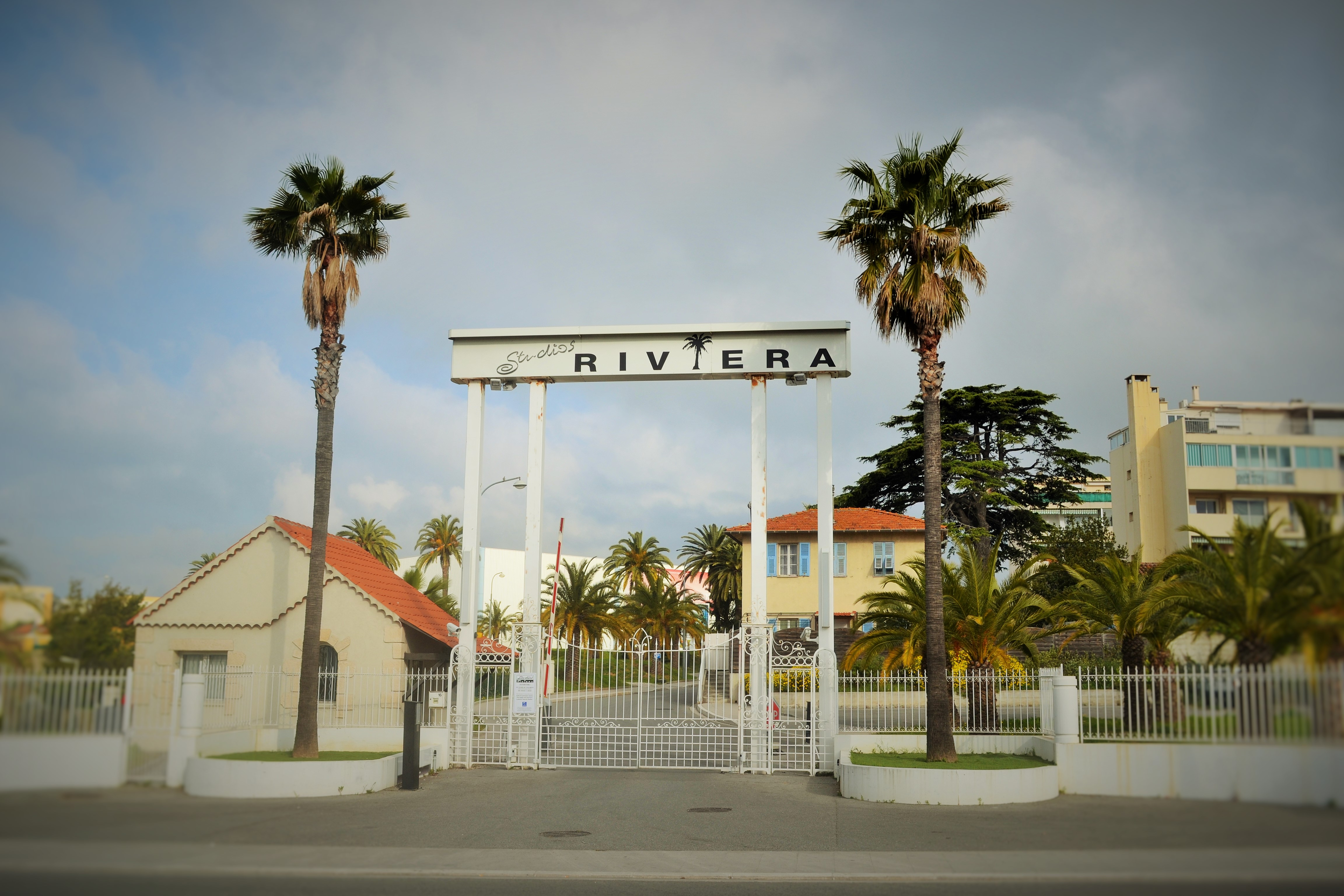
Studios de la Victorine en 2015.

Voici une liste de films tournés aux célèbres studios français Studios de la Victorine à Nice.

La liste qui suit (3 films au 14 septembre 2023) ne demande qu'à être complétée.

## Années 1960

### 1964
- 1964 : Le Gendarme de Saint-Tropez de Jean Girault

### 1966
- 1966 : Atout cœur à Tokyo pour OSS 117 de Michel Boisrond

### 1967
- 1967 : Johnny Banco de Yves Allégret